# Alois und Josephine Kreiner
Alois (* 16. Juli 1898; † 14. August 1961) und Josephine Kreiner (* 1901; † 30. Januar 1974) waren österreichische Gerechte unter den Völkern.

## Leben und Rettungstat
Das Ehepaar Alois und Josephine Kreiner besaß in Wien eine Weingroßhandlung. Sie wohnten in Rudolfsheim-Fünfhaus, im 15. Wiener Gemeindebezirk, in der Zwölfergasse 27. Sie hatten einen gemeinsamen Sohn, Otto (* 27. Jänner 1926; † 21. Dezember 2011). Otto Kreiner war zu Beginn der Rettungstat seiner Eltern im Juni/Juli 1942 sechzehn Jahre alt.
Alois Kreiner war der beste Freund von Walter Posiles (* 1897), einem in Wien lebenden tschechischen Staatsangehörigen. Walter Posiles führte, wie Alois Kreiner, ebenfalls eine Weinhandlung. Walter Posiles hatte im Frühjahr 1937 (nach anderen Quellen: 1936) im Café Museum in Wien Edeltrud Becher (1916–2016), eine junge Wienerin, kennengelernt. Walter Posiles war 19 Jahre älter als Edeltraud Becher. Walter Posiles und Edeltraud Becher verlobten sich. 1938 wollten beide heiraten, jedoch war eine Eheschließung nach den Nürnberger Gesetzen verboten, da Walter Posiles Jude war. Nach dem Anschluss Österreichs im März 1938 floh Walter Posiles zunächst nach Bratislava, später nach Prag.
Im Juli 1942 erhielt Walter Posiles, gemeinsam mit seinen beiden Brüdern Hans und Ludwig, den Deportationsbefehl in das KZ Theresienstadt. Die Brüder Posiles täuschten daraufhin Suizid vor, hinterließen gefälschte Abschiedsbriefe, nahmen den Nachtzug und flohen gemeinsam nach Wien. Dort tauchten sie unter. Sie wurden von Edeltraud Becher und ihrer Schwester Charlotte Becher in der Atelierwohnung von Friedrich Kun[t]z, Charlotte Bechers Verlobten, im Wiener Bezirk Neubau, dem 7. Wiener Gemeindebezirk, Neustiftgasse 33, versteckt. Kun[t]z war als Soldat im Kriegseinsatz, sodass die Wohnung fast die ganze Zeit leerstand. Sobald Kun[t]z auf Urlaub war, mussten die drei Brüder von den Schwestern Becher in Ausweichquartiere verbracht werden.
Eines dieser Ausweichquartiere war die Wohnung des Ehepaars Alois und Josephine Kreiner. Alois und Josephine Kreiner versteckten Ludwig Posiles ab Juni/Juli 1942 bis zum Kriegsende im Mai 1945 in ihrer Wohnung, erst für kurze Zeiträume, später dann auch für längere Zeit. Das Ehepaar Kreiner lieferte Ludwig Posiles außerdem die Tarnung zur Verheimlichung seiner jüdischen Herkunft. Die Tarnung bestand darin, dass Posiles, gegenüber Kunden als „arischer“ Verwandter der Familie Kreiner ausgegeben, in der Weinhandlung der Kreiners beschäftigt war und auch bezahlt wurde. Nachts logierte er versteckt in einer Dachkammer der Wohnung des Ehepaars.
Das Ehepaar Kreiner sammelte regelmäßig Lebensmittelkarten für Ludwig Posiles. Darüber hinaus unterstützte das Ehepaar Kreiner durch Lebensmittelsendungen auch die Brüder von Ludwig Posiles, Walter und Hans, die sich anderswo versteckt hielten. Sie beschafften, gemeinsam mit anderen Freunden, Medikamente, als Walter Posiles im August 1942 an einer lebensgefährlichen Lungen- und Rippenfellentzündung erkrankte.
In der Zeit des Nationalsozialismus gefährdeten sich Alois und Josephine Kreiner durch ihre Hilfeleistung für Ludwig Posiles und dessen Brüder. Ein besonderes Risiko für das Ehepaar Posiles bestand insbesondere auch darin, dass sie ihren Sohn Otto in ihr Handeln einweihen mussten. Der sechzehnjährige Junge war Mitwisser der Rettungstat.
Am 26. Oktober 1978 wurde Alois und Josephine Kreiner von der israelischen Holocaust-Gedenkstätte Yad Vashem gemeinsam der Titel Gerechte unter den Völkern zuerkannt.